# Cambiemos
Cambiemos (en català, Canviem) va ser una coalició política nacional de l'Argentina inscrita el 2015 per competir a les eleccions nacionals que es van realitzar aquell any, a partir de l'acord establert entre la Coalició Cívica ARI, Proposta Republicana, la Unió Cívica Radical i altres forces polítiques. Tenia com a candidat presidencial a Mauricio Macri, el qual va guanyar les eleccions i va ser nomenat president de la Nació el 10 de desembre del 2015.
L'any 2019, els partits integrants de Cambiemos, van inscriure una nova coalició electoral, anomenada Juntos por el Cambio, incloent-hi un sector del peronisme, representat pel cap de la bancada justicialista al Senat, Miguel Ángel Pichetto, que va ser presentat per l'aliança com a candidat a vicepresident de la Nació, acompanyant Mauricio Macri.

## Ideologia
En els mitjans de premsa internacionals, Cambiemos és generalment descrita com una formació política «conservadora». Així ho han fet EMOL de Xile, el New York Times dels Estats Units, BBC News del Regne Unit, Pravda.ru de Rússia, RT de Rússia, el diari El País de Colòmbia, o <i id="mwOg">El Universal</i> de Mèxic.
Majoritàriament se la considera una coalició neoliberal que opera sota la ortodòxia econòmica.
En mitjans de comunicació i polítics de l'Argentina, l'aliança és catalogada dins de diversos espectres, com a "conservadora", segons el radical i kirchnerista Leopoldo Moreau, i com de "centre, liberal desenvolupista", pel periodista del diari La Nación Luis Gregorich.
També ha estat descrita, en menor mesura, com d'extrema dreta.
Alguns analistes internacionals la descriuen com populisme de dreta.

## Partits integrants a nivell nacional
| Partit                        | President              | Diputats | Senadors |
| ----------------------------- | ---------------------- | -------- | -------- |
| Proposta Republicana          | Humberto Schiavoni     | 55       | 9        |
| Unió Cívica Radical           | Alfredo Cornejo        | 44       | 13       |
| Coalició Cívica ARI           | Maricel Etchecoin Moro | 10       | 0        |
| Partit Demòcrata Progressista | Ana Isabel Copes       | 0        | 0        |
| Partit Conservador Popular    | Marco Aurelio Michelli | 0        | 0        |
| Partit FE                     | Jorge Pirotta          | 0        | 0        |